# Seznam vrcholů v Hornosvratecké vrchovině

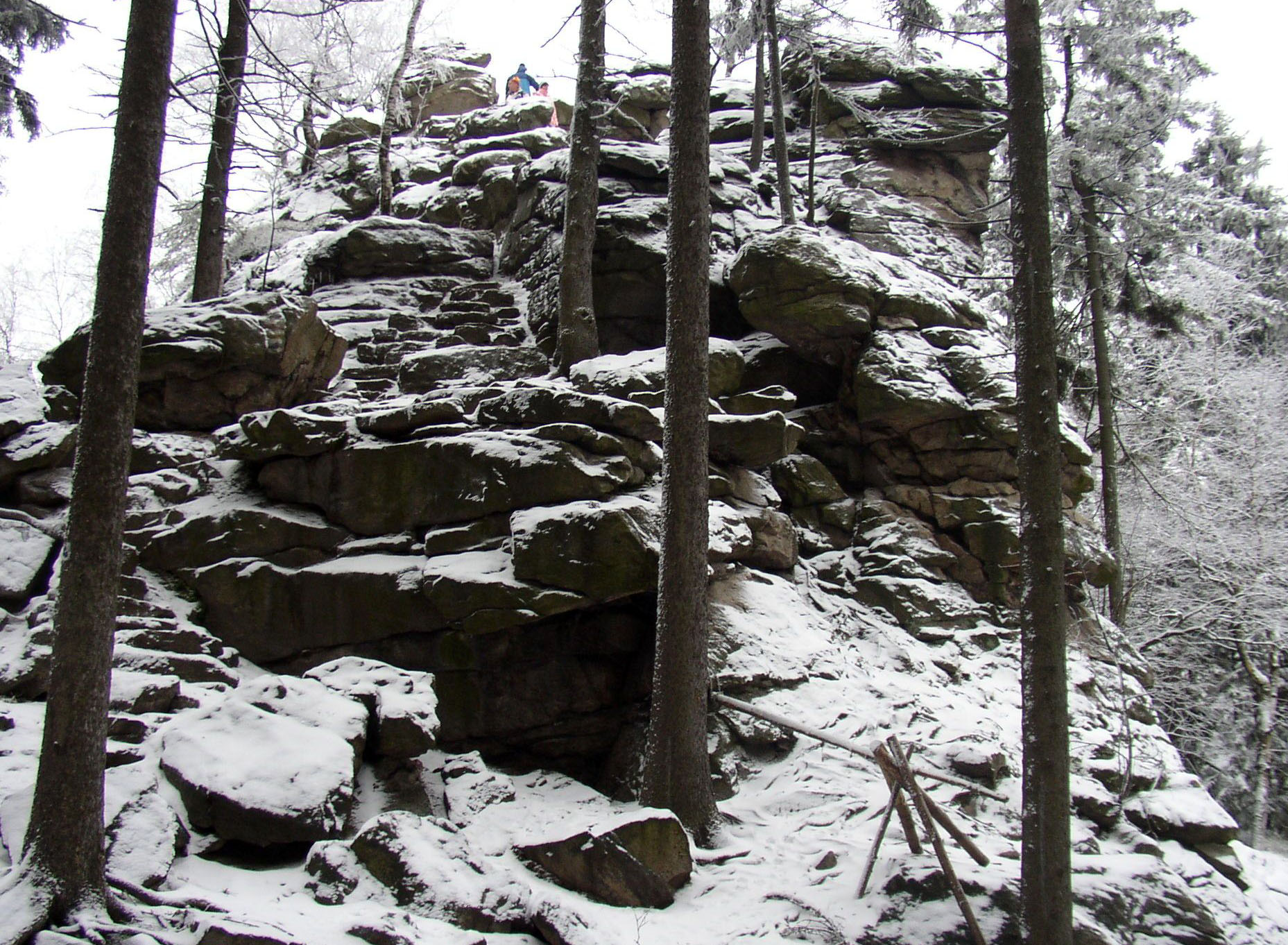
Devět skal (836 m)

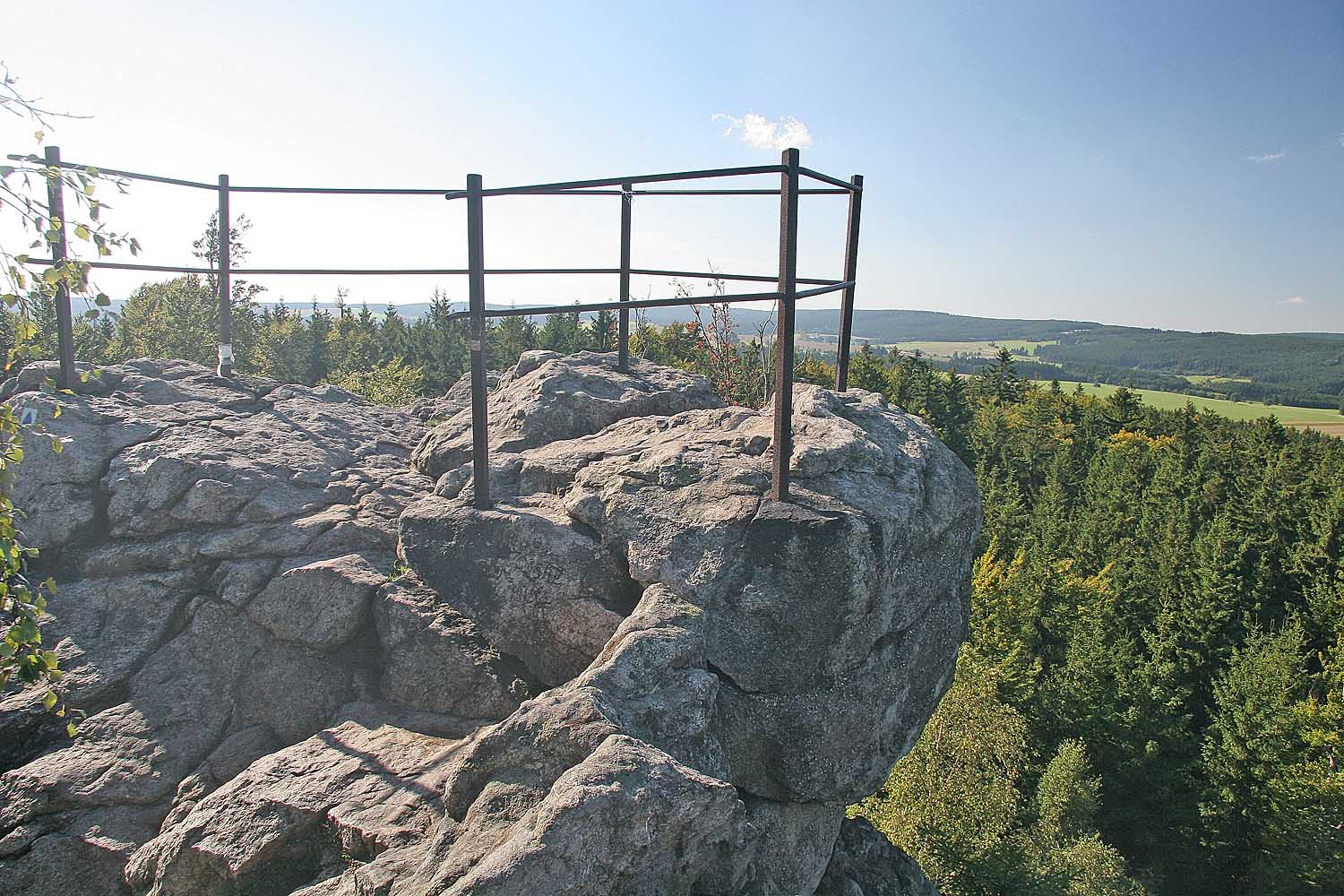
Pasecká skála (823 m)

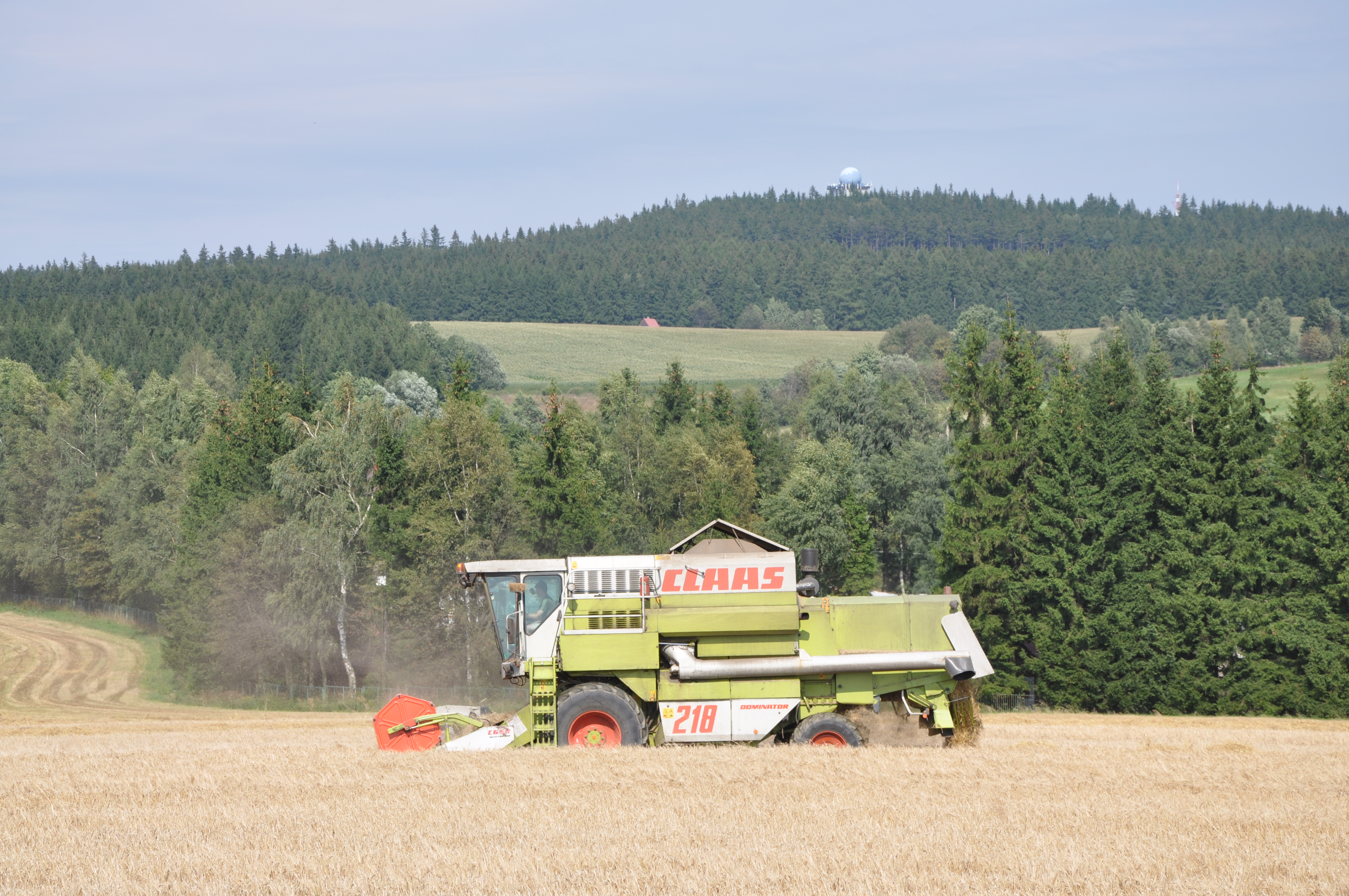
Buchtův kopec (813 m)

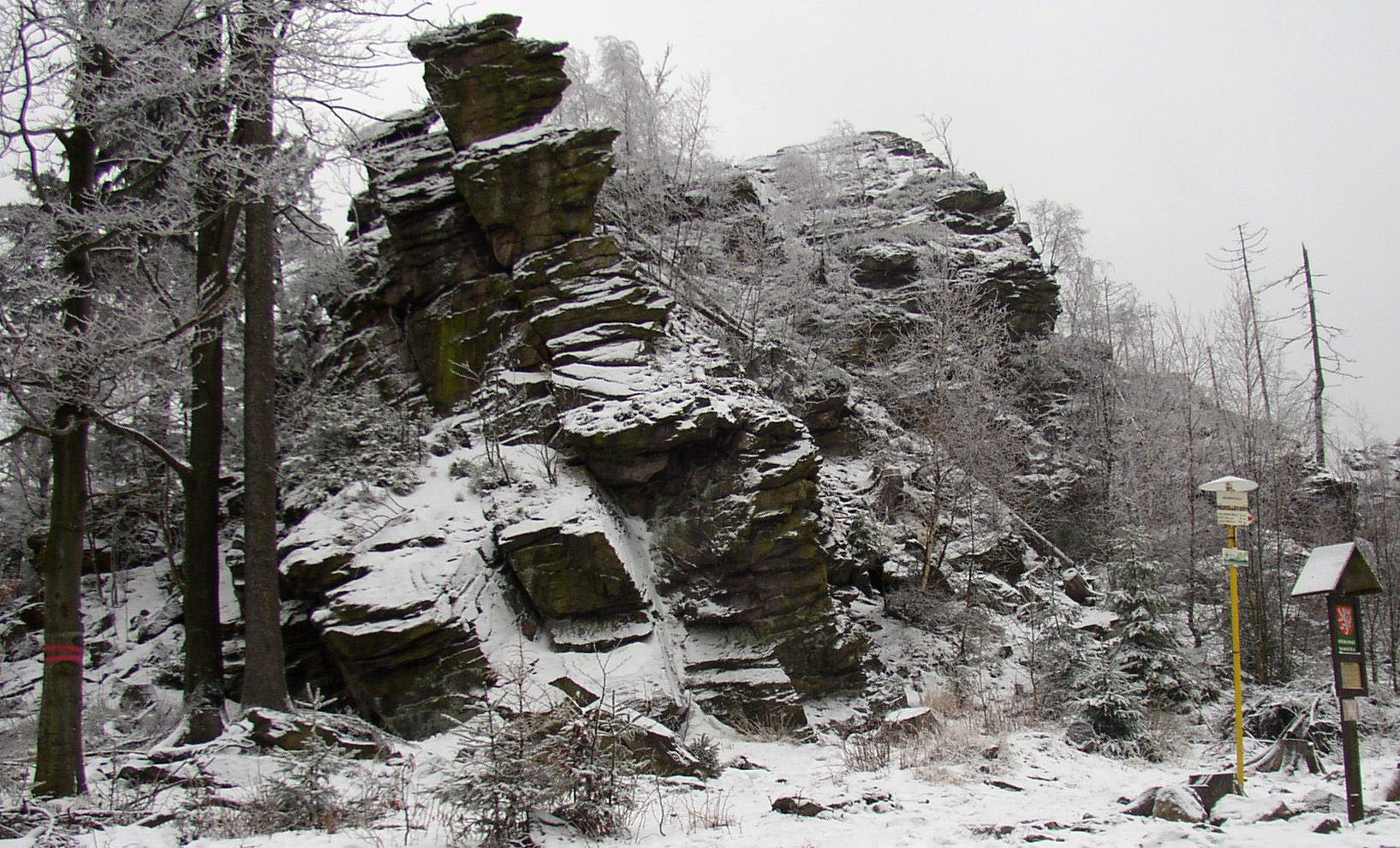
Malinská skála (813 m)

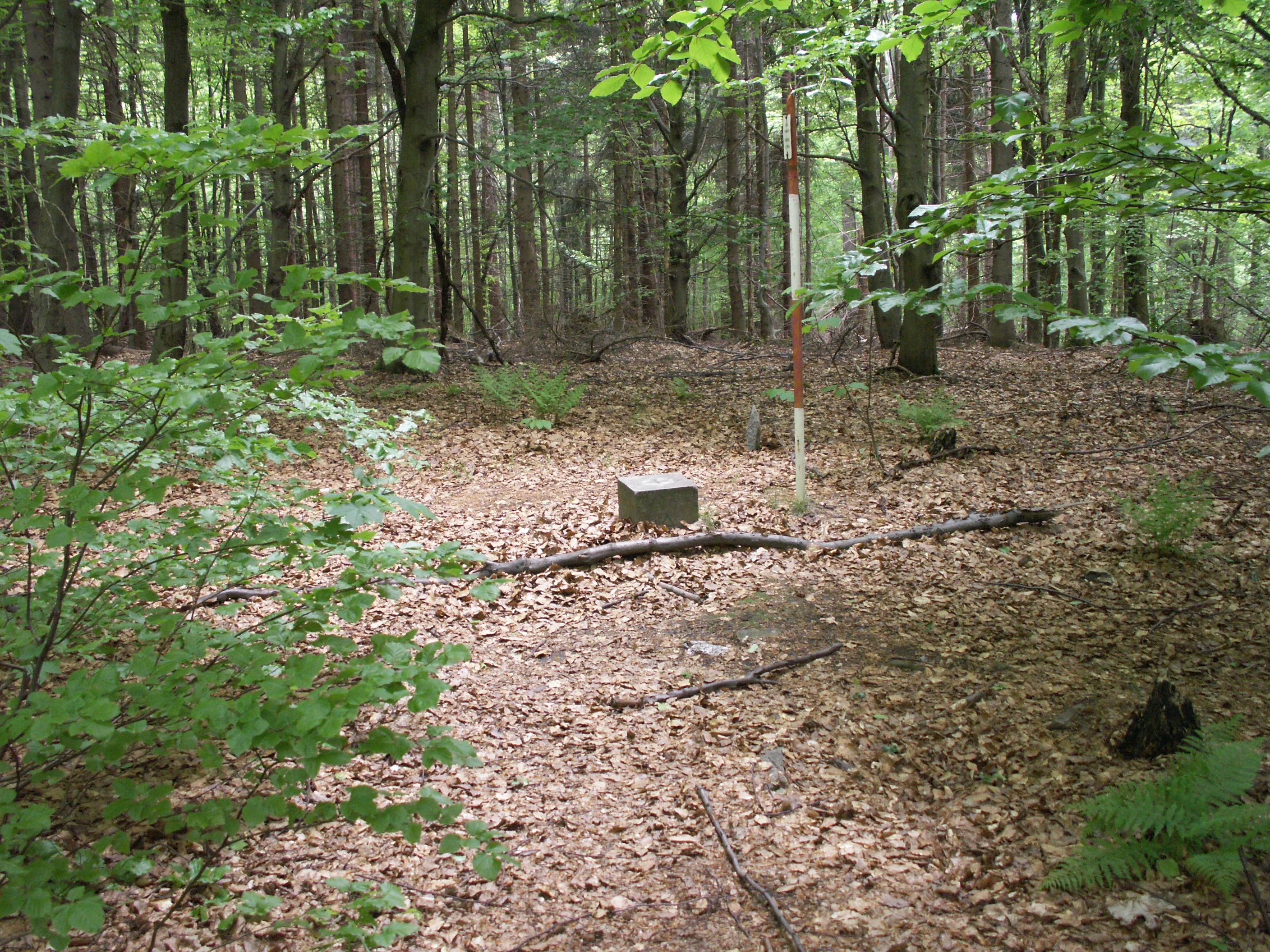
Žákova hora (810 m)

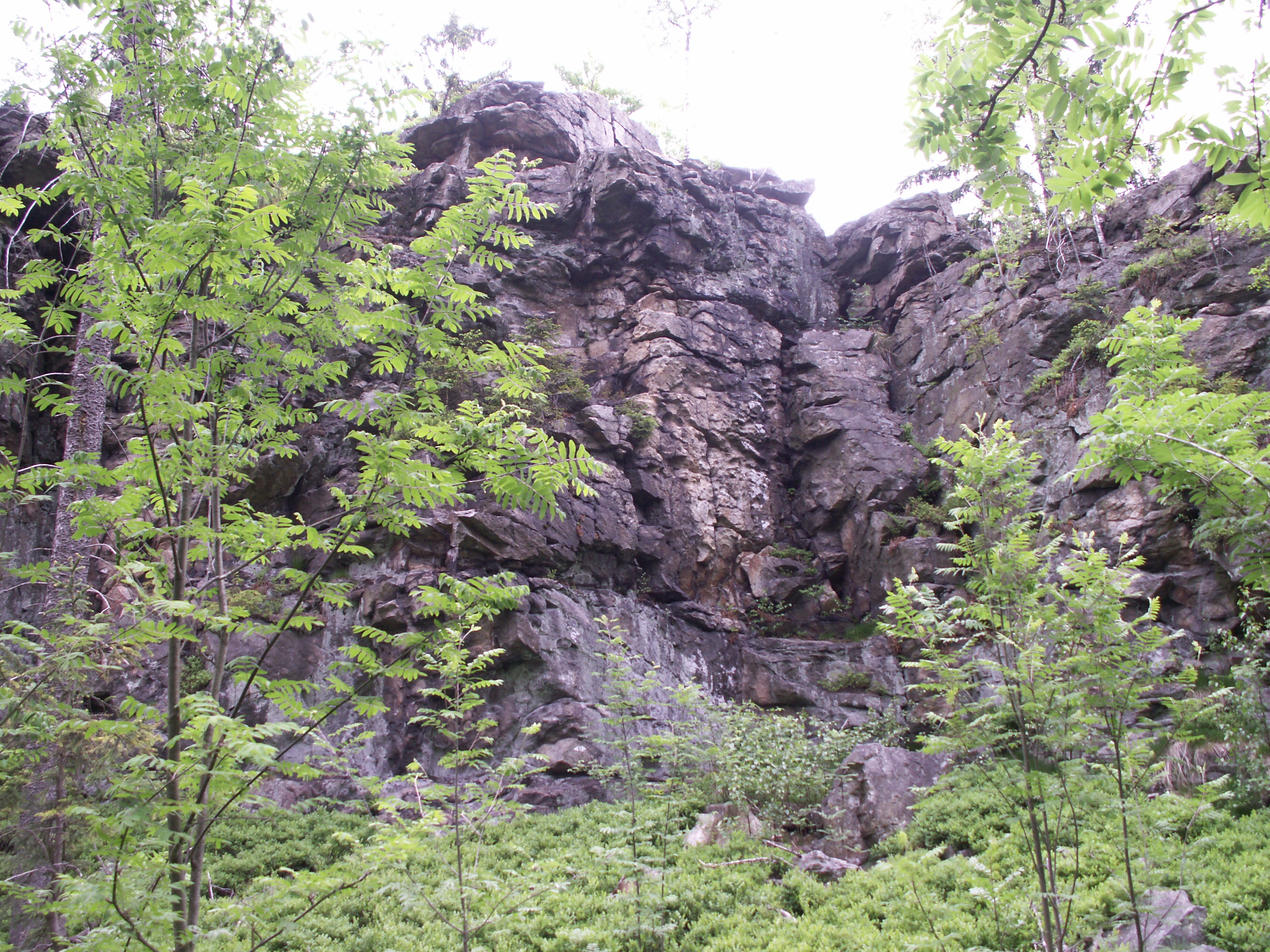
Tisůvka (804 m)

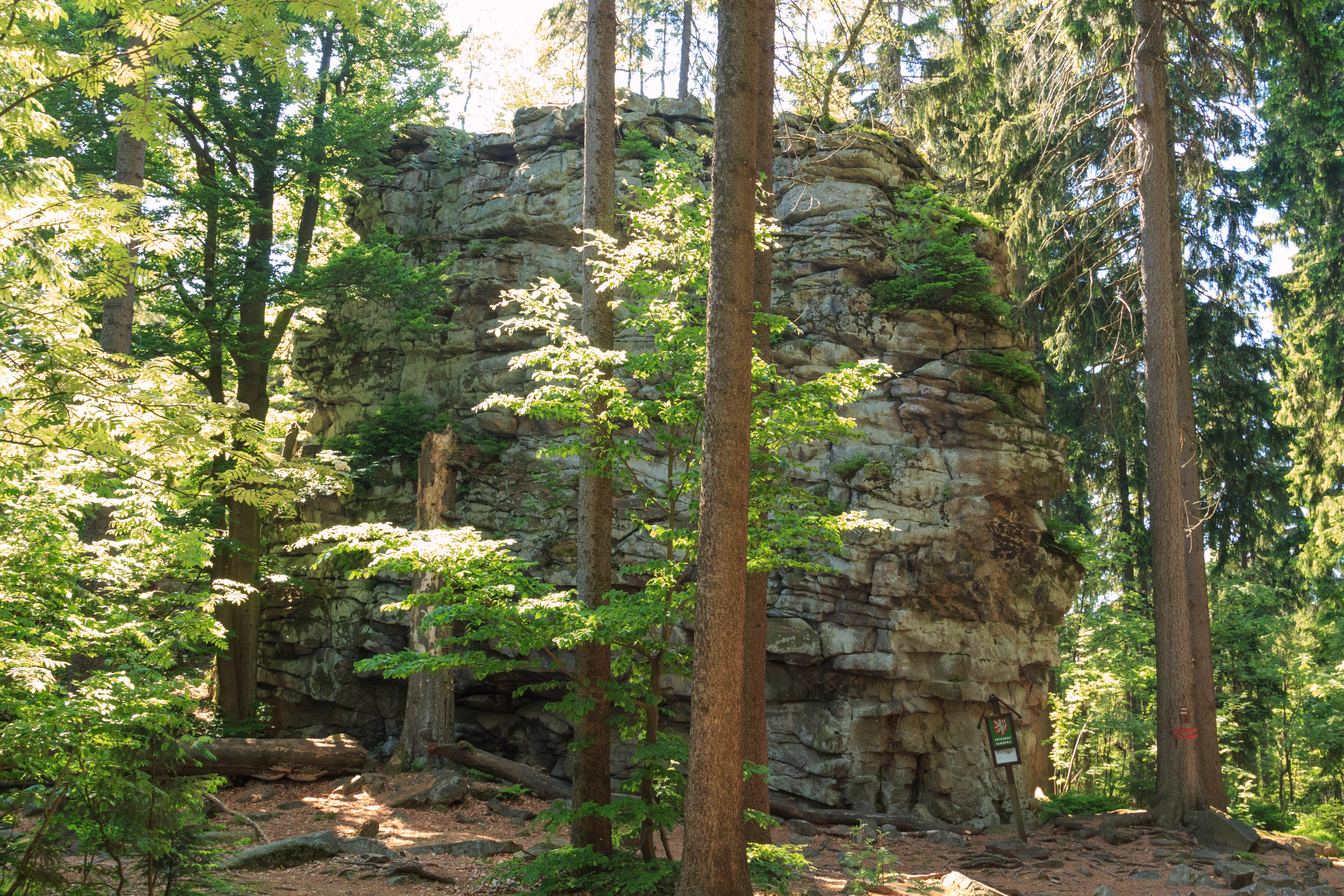
Lisovská skála (802 m)

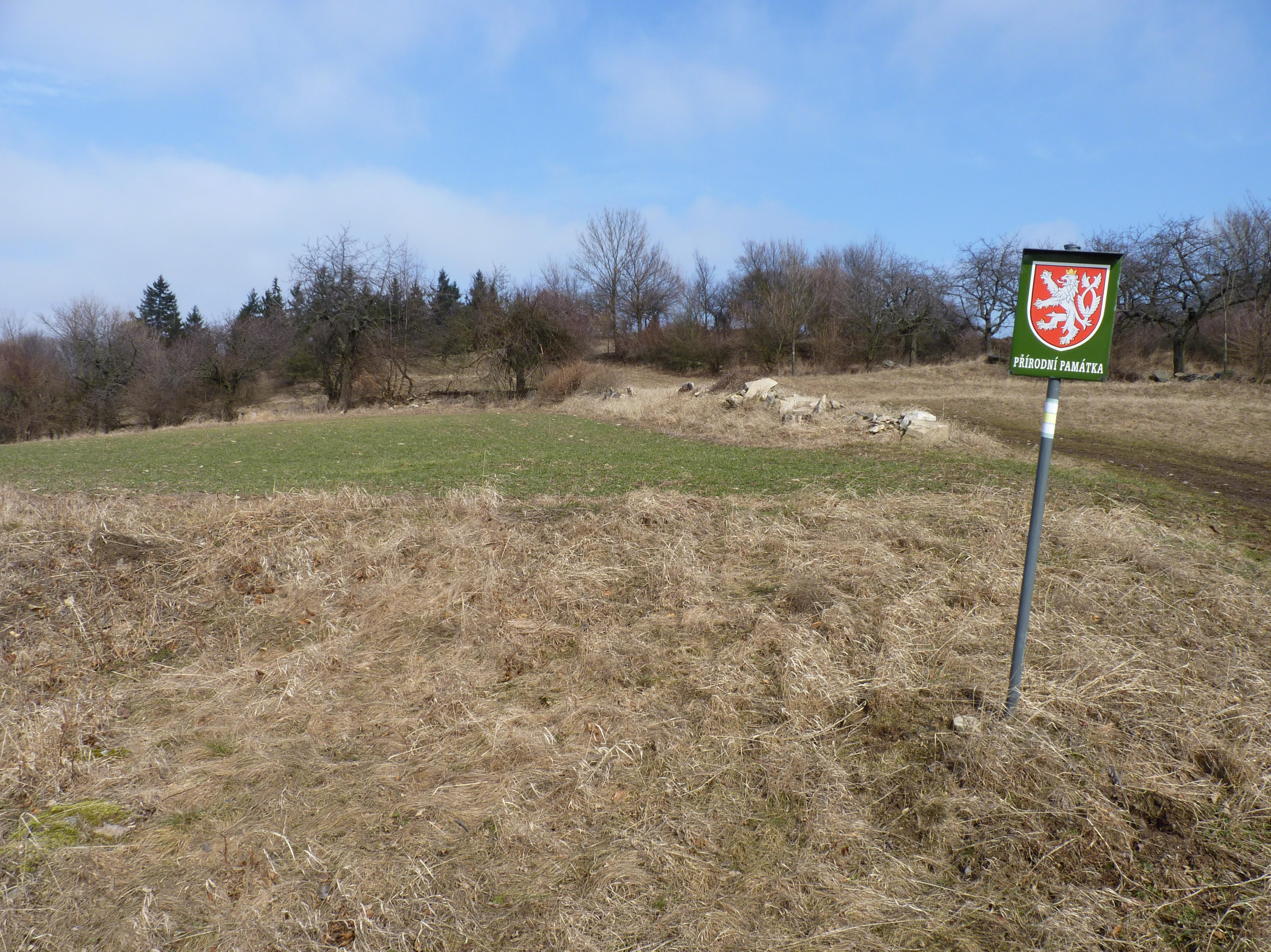
Veselský chlum (578 m)

Seznam vrcholů v Hornosvratecké vrchovině obsahuje pojmenované hornosvratecké vrcholy s nadmořskou výškou 750 m a vyšší, také všechny hory s prominencí (relativní výškou) nad 100 metrů. Seznam je založen na údajích v mapách dostupných on-line na stránkách Mapy.cz a v Geoprohlížeči Zeměměřického úřadu.  V důsledku aktualizace map se můžou údaje změnit. Výškové body uvedené v přehledu se nacházejí ve stejnojmenném geomorfologickém celku s hranicemi prezentovanými mapovým serverem Agentury ochrany přírody a krajiny České republiky.

## Seznam vrcholů podle výšky
Seznam vrcholů řazených podle výšky obsahuje všechny pojmenované vrcholy s nadmořskou výškou 750 m a vyšší, zeměpisné názvy geografických objektů jsou uvedeny v písemné podobě standardizované Českým úřadem zeměměřickým a katastrálním a publikované ve státním mapovém díle.
Vrcholy s názvy Horní les a Kočího kopec v Sulkovecké vrchovině se nacházejí v geomorfologickém podcelku Nedvědická vrchovina, všechny ostatní v podcelku Žďárské vrchy, celkem sedmnáct jich tvoří tzv. Žďárské 8istovky. Nejvyšším vrcholem Hornosvratecké vrchoviny je Devět skal (836 m), druhý nejvyšší v rámci celé Českomoravské vrchoviny, za vrcholem s názvem Javořice (837 m).

| #   | Vrchol            | Výška m n. m. | Souřadnice                       | Okrsek                      | Přístup                                                                            |
| --- | ----------------- | ------------- | -------------------------------- | --------------------------- | ---------------------------------------------------------------------------------- |
| 1.  | Devět skal        | 836           | 49°40′15″ s. š., 16°01′56″ v. d. | Devítiskalská vrchovina     | modrá turistická značka                                                            |
| 2.  | Křovina           | 830           | 49°39′25″ s. š., 16°03′10″ v. d. | Devítiskalská vrchovina     | neznačeno                                                                          |
| 3.  | Křivý javor       | 823           | 49°38′35″ s. š., 16°01′18″ v. d. | Devítiskalská vrchovina     | neznačeno                                                                          |
| 4.  | Pasecká skála     | 823           | 49°36′56″ s. š., 16°04′53″ v. d. | Pohledeckoskalská vrchovina | modrá turistická značka                                                            |
| 5.  | Kopeček           | 822           | 49°36′38″ s. š., 16°05′26″ v. d. | Pohledeckoskalská vrchovina | neznačeno                                                                          |
| 6.  | Suchý kopec       | 817           | 49°39′41″ s. š., 16°03′45″ v. d. | Devítiskalská vrchovina     | červená turistická značka                                                          |
| 7.  | Malinská skála    | 813           | 49°39′38″ s. š., 16°04′20″ v. d. | Devítiskalská vrchovina     | červená turistická značka                                                          |
| 8.  | Buchtův kopec     | 813           | 49°39′34″ s. š., 16°08′00″ v. d. | Devítiskalská vrchovina     | červená turistická značka · zelená turistická značka · žlutá turistická značka     |
| 9.  | Pohledecká skála  | 813           | 49°35′35″ s. š., 16°07′12″ v. d. | Pohledeckoskalská vrchovina | neznačeno                                                                          |
| 10. | Žákova hora       | 810           | 49°39′25″ s. š., 15°59′31″ v. d. | Devítiskalská vrchovina     | červená turistická značka · naučná turistická značka                               |
| 11. | Vysoký kopec      | 806           | 49°40′06″ s. š., 16°06′59″ v. d. | Devítiskalská vrchovina     | neznačeno                                                                          |
| 12. | Šindelný vrch     | 806           | 49°40′00″ s. š., 15°56′53″ v. d. | Devítiskalská vrchovina     | neznačeno                                                                          |
| 13. | Tisůvka           | 804           | 49°39′07″ s. š., 15°56′57″ v. d. | Devítiskalská vrchovina     | červená turistická značka                                                          |
| 14. | Kamenný vrch      | 803           | 49°40′45″ s. š., 15°55′54″ v. d. | Devítiskalská vrchovina     | neznačeno                                                                          |
| 15. | Fryšavský kopec   | 803           | 49°38′15″ s. š., 16°00′08″ v. d. | Devítiskalská vrchovina     | modrá turistická značka                                                            |
| 16. | Lisovská skála    | 802           | 49°39′42″ s. š., 16°02′18″ v. d. | Devítiskalská vrchovina     | červená turistická značka                                                          |
| 17. | Bohdalec          | 801           | 49°37′23″ s. š., 16°08′39″ v. d. | Pohledeckoskalská vrchovina | modrá turistická značka · zelená turistická značka                                 |
| 18. | Břímovka          | 790           | 49°38′38″ s. š., 16°02′40″ v. d. | Devítiskalská vrchovina     | neznačeno                                                                          |
| 19. | Metodka           | 789           | 49°36′23″ s. š., 16°08′50″ v. d. | Pohledeckoskalská vrchovina | žlutá turistická značka                                                            |
| 20. | Kříby             | 788           | 49°36′07″ s. š., 16°03′56″ v. d. | Pohledeckoskalská vrchovina | místníčervená turistická značka                                                    |
| 21. | Brožova skalka    | 787           | 49°37′25″ s. š., 16°00′50″ v. d. | Devítiskalská vrchovina     | modrá turistická značka                                                            |
| 22. | Karlštejn         | 784           | 49°42′56″ s. š., 16°04′02″ v. d. | Borovský les                | neznačeno                                                                          |
| 23. | Teplá             | 784           | 49°38′50″ s. š., 16°04′51″ v. d. | Devítiskalská vrchovina     | neznačeno                                                                          |
| 24. | Sklenský vrch     | 781           | 49°36′27″ s. š., 16°00′49″ v. d. | Devítiskalská vrchovina     | neznačeno                                                                          |
| 25. | Bubnovaný kopec   | 780           | 49°42′36″ s. š., 16°05′17″ v. d. | Borovský les                | neznačeno                                                                          |
| 26. | Kamenice          | 780           | 49°36′04″ s. š., 16°09′52″ v. d. | Pohledeckoskalská vrchovina | žlutá turistická značka                                                            |
| 27. | Hudecká skalka    | 779           | 49°37′43″ s. š., 16°00′14″ v. d. | Devítiskalská vrchovina     | modrá turistická značka                                                            |
| 28. | Skalice           | 779           | 49°36′22″ s. š., 16°00′09″ v. d. | Devítiskalská vrchovina     | neznačeno                                                                          |
| 29. | U žida            | 777           | 49°40′32″ s. š., 16°01′23″ v. d. | Devítiskalská vrchovina     | modrá turistická značka · žlutá turistická značka                                  |
| 30. | Bílá skála        | 776           | 49°35′29″ s. š., 16°02′37″ v. d. | Pohledeckoskalská vrchovina | modrá turistická značka · místnímodrá turistická značka · naučná turistická značka |
| 31. | Drátenická skála  | 776           | 49°39′17″ s. š., 16°05′03″ v. d. | Devítiskalská vrchovina     | neznačeno                                                                          |
| 32. | Prostřední kopec  | 773           | 49°38′56″ s. š., 15°59′48″ v. d. | Devítiskalská vrchovina     | neznačeno                                                                          |
| 33. | Samotín           | 773           | 49°35′43″ s. š., 16°10′18″ v. d. | Pohledeckoskalská vrchovina | neznačeno                                                                          |
| 34. | Horní les         | 772           | 49°35′29″ s. š., 16°20′32″ v. d. | Sulkovecká vrchovina        | neznačeno                                                                          |
| 35. | Strom             | 771           | 49°39′45″ s. š., 16°09′58″ v. d. | Pohledeckoskalská vrchovina | neznačeno                                                                          |
| 36. | Zkamenělý zámek   | 768           | 49°42′30″ s. š., 16°04′30″ v. d. | Borovský les                | modrá turistická značka                                                            |
| 37. | Spálený kopec     | 766           | 49°43′36″ s. š., 16°06′22″ v. d. | Borovský les                | neznačeno                                                                          |
| 38. | Český kopeček     | 763           | 49°37′05″ s. š., 15°59′30″ v. d. | Devítiskalská vrchovina     | neznačeno                                                                          |
| 39. | Bednářův kopec    | 762           | 49°35′21″ s. š., 16°01′41″ v. d. | Pohledeckoskalská vrchovina | neznačeno                                                                          |
| 40. | Milovské Perničky | 757           | 49°41′45″ s. š., 16°05′28″ v. d. | Borovský les                | neznačeno                                                                          |
| 41. | Holý vrch         | 757           | 49°42′30″ s. š., 16°06′33″ v. d. | Borovský les                | neznačeno                                                                          |
| 42. | Kočího kopec      | 756           | 49°36′42″ s. š., 16°19′00″ v. d. | Sulkovecká vrchovina        | neznačeno                                                                          |
| 43. | Kaštánkův kopec   | 753           | 49°43′07″ s. š., 16°06′47″ v. d. | Borovský les                | neznačeno                                                                          |
| 44. | Žižkov            | 752           | 49°43′54″ s. š., 16°07′51″ v. d. | Borovský les                | neznačeno                                                                          |
| 45. | Na kopečku        | 750           | 49°39′00″ s. š., 16°04′00″ v. d. | Devítiskalská vrchovina     | neznačeno                                                                          |

### Zeměpisné názvy
Výškové body se vztahují ke geografickým objektům uvedeným ve státním mapovém díle. Českým úřadem zeměměřickým a katastrálním standardizovaná zeměpisná jména náleží v písemné podobě (abecedně řazeno):
- kopcům a jejich vrcholům (oronyma) s názvy Bílá skála, Bednářův kopec, Bohdalec, Buchtův kopec, Brožova skalka, Břímovka, Bubnovaný kopec, Český kopeček, Devět skal (též chráněnému území přírodní památky), Drátenická skála (též chráněnému území přírodní památky), Holý vrch, Horní les, Hudecká skalka, Kamenice, Kamenný vrch, Kaštánkův kopec, Kočího kopec, Kopeček, Křivý javor, Kříby, Křovina, Lisovská skála (též chráněnému území přírodní památky), Malinská skála (též chráněnému území přírodní památky), Metodka, Na kopečku, Pasecká skála (též chráněnému území přírodní památky), Pohledecká skála, Prostřední kopec, Samotín, Skalice, Sklenský vrch, Spálený kopec, Strom, Šindelný vrch, Tisůvka (též chráněnému území přírodní památky), Teplá, U žida, Vysoký kopec, Žákova hora (též chráněnému území národní přírodní rezervace) a Žižkov,
- skupinám skal s názvy Milovské Perničky a Zkamenělý zámek,
- lesnímu pozemku Suchý kopec.[6]

V seznamu vrcholů výše se nivelace u většiny vztahuje na zaměřené výškové body České státní trigonometrické sítě. Bohdalec ve státním mapovém díle uváděn s nadmořskou výškou 790,6 m platnou pro trigonometrický bod pod skaliskem (v seznamu by byl zařazen před vrchem Břímovka), v přehledu uváděná  nadmořská výška 801 m na vrcholu skaliska byla zjištěna v roce 2016 místním amatérským měřením.
Karlštejn je název výškového (trigonometrického) bodu, standardizované zeměpisné jméno se váže na lesní pozemek severovýchodně pod vrcholem. Fryšavský kopec je místní (nestandardizovaný) název vyvýšeniny georeliéfu, vrchol se nachází v zalesněném terénu nad obcí Fryšava pod Žákovou horou (odtud odvozen název vrcholu užívaný na některých mapách).

## Seznam vrcholů podle prominence
Seznam vrcholů podle prominence obsahuje všechny hornosvratecké hory a kopce s prominencí (relativní výškou) nad 100 metrů, bez ohledu na nadmořskou výšku. Celkem jich je 11. Nejprominentnější je nejvyšší hora Devět skal s prominencí 321 metrů.
| #   | Vrchol         | Výška m n. m. | Promi- nence | Izolace (km)          | Souřadnice                       |
| --- | -------------- | ------------- | ------------ | --------------------- | -------------------------------- |
| 01. | Devět skal     | 836           | 321          | 60,6 → Buková hora    | 49°40′15″ s. š., 16°01′56″ v. d. |
| 02. | Horní les      | 772           | 193          | 12,8 → Kamenice       | 49°35′29″ s. š., 16°20′32″ v. d. |
| 03. | Pláňava        | 520           | 143          | 01,2 → Veselský chlum | 49°25′06″ s. š., 16°21′40″ v. d. |
| 04. | Zubštejn       | 689           | 138          | 03,9 → Přední skála   | 49°31′50″ s. š., 16°19′35″ v. d. |
| 05. | Karlštejn      | 784           | 133          | 05,4 → Devět skal     | 49°42′54″ s. š., 16°04′03″ v. d. |
| 06. | Buchtův kopec  | 813           | 124          | 05,4 → Křovina        | 49°39′33″ s. š., 16°08′03″ v. d. |
| 07. | Sýkoř          | 705           | 122          | 15,1 → Přední skála   | 49°26′47″ s. š., 16°24′29″ v. d. |
| 08. | Veselský chlum | 578           | 122          | 03,0 → Sýkoř          | 49°24′27″ s. š., 16°23′07″ v. d. |
| 09. | U rozhledny    | 670           | 115          | 02,5 → Záraz          | 49°30′39″ s. š., 16°23′03″ v. d. |
| 10. | Strom          | 771           | 110          | 02,0 → Buchtův kopec  | 49°39′45″ s. š., 16°09′58″ v. d. |
| 11. | Šindelný vrch  | 806           | 107          | 03,2 → Žákova hora    | 49°40′00″ s. š., 15°56′53″ v. d. |